# Тауер Хил (Илиноис)
Тауер Хил (енгл. Tower Hill) град је у америчкој савезној држави Илиноис.

## Демографија
По попису из 2010. године број становника је 611, што је 2 (0,3%) становника више него 2000. године.
| Група             | 2000.       | 2010.       |
| Белци             | 598 (98,2%) | 596 (97,5%) |
| Афроамериканци    | 0 (0,0%)    | 5 (0,8%)    |
| Азијати           | 0 (0,0%)    | 1 (0,2%)    |
| Хиспаноамериканци | 2 (0,3%)    | 2 (0,3%)    |
| Укупно            | 609         | 611         |